# Lola Montès
Lola Montès é um filme germano-francês de 1955, o último dirigido por Max Ophüls. 
O roteiro, de Cécil Saint-Laurent, Annette Wademant e do próprio diretor, baseia-se na vida da bailarina e atriz do século 19 Lola Montez (Martine Carol), incluindo seus casos amorosos, como o compositor Franz Liszt e o rei Luís 1.º da Baviera.
O filme faz parte da lista dos 1000 melhores filmes de todos os tempos do The New York Times.